# Муравьёв, Михаил Никитич
Михаи́л Ники́тич Муравьёв (1757—1807) — русский поэт, последователь просветительского сентиментализма, основоположник русской традиции лёгкой поэзии, государственный деятель; отец гравёра Николая Уткина и декабристов братьев Никиты и Александра Муравьёвых. Попечитель Московского университета (с 1803), сенатор (с 1800).

## Биография
Происходил из столбового дворянского рода Муравьёвых. Сын сенатора Никиты Артамоновича Муравьёва (1721—1799) от брака с Софьей Петровной Ижориной (1732—1768).
Воспитанник Московской университетской гимназии (1768—1769), после которой в течение года обучался в Московском университете. Учёба была прервана в связи с переездом отца по службе. Преподавал риторику в Вологодской духовной семинарии.
До 1797 года состоял на военной службе: солдат (1772), капрал (1772), сержант (1774), прапорщик лейб-гвардии Измайловского полка (1782), поручик (1785), капитан-поручик (1786), капитан (1790), полковник (1791), генерал-майор (1797).
В 1777 году был выбран сотрудником Вольного собрания любителей российского слова, в трудах которого и печатались его ранние литературные опыты. В 1785 году был приглашен Екатериной II преподавать великим князьям Александру и Константину Павловичам русскую словесность, русскую историю и нравственную философию. В 1792 г. преподавал русский язык будущей императрице Елизавете Алексеевне.
В 1800 году он был назначен сенатором; в 1801 году Александр I определил его секретарем в собственный кабинет для принятия прошений. В 1802 году назначен товарищем министра народного просвещения, в 1803 г. — попечителем Московского университета (и одновременно Московского учебного округа); отправлял все должности одновременно, живя преимущественно в Петербурге.
В 1804 году избран в академики Российской академии. Сенатор апелляционного департамента Сената (1806).
Скончался, простудившись на похоронах своего друга, директора Московского университета И. П. Тургенева; долго болел и умер в Петербурге. Похоронен на Лазаревском кладбище Александро-Невской лавры.

## Награды
- Орден Святого Владимира 3-й степени (3 февраля 1796)[3]
- Орден Святой Анны 1-й степени (15 сентября 1801)[3]
- Орден Святого Александра Невского (1 января 1805)[3]

## Семья
10 ноября 1794 года состоялась свадьба Муравьёва с Екатериной Фёдоровной Колокольцовой (1771—1848), дочерью сенатора Ф. М. Колокольцова, одного из богатейших людей России. В браке родились два сына:
- Никита Михайлович (1795—1843) — глава Северного общества декабристов
- Александр Михайлович (1802—1853) — тоже декабрист.

- Михаил Никитич Муравьёв, портрет работы Жана-Лорана Монье, 1805-1807 гг.
- Екатерина Фёдоровна Муравьёва со старшим сыном, портрет работы Жана-Лорана Монье, около 1805 г.
- Никита Михайлович Муравьёв, портрет работы Петра Соколова, 1824 г.
- Александр Михайлович Муравьёв, портрет работы Петра Соколова, 1822 г.

## Вклад в науку
Муравьёв увеличил состав профессоров Московского университета как за счёт приглашения иностранцев (Г. Фишер фон Вальдгейм, Г. Ф. Гофман, Х. Маттеи, И. Ф. Буле), так и из числа питомцев университета (А. Ф. Мерзляков, Р. Ф. Тимковский, Н. Ф. Кошанский, Х. А. Чеботарёв, А. В. Болдырев, Озеров, Смирнов, М. Я. Мудров, Войновы и др.); создал при университете ряд обществ (Общество истории и древностей российских, Общество испытателей природы, Общество соревнователей медицинских и физических наук и т. д.), устроил хирургический, клинический и повивальный институты, ботанический сад и музей натуральной истории; ввел «курсы для публики»; принимал деятельное участие в выработке нового устава университета 1804 г.; предпринял издание научного журнала: «Московские ученые ведомости», прекратившегося с его смертью; участвовал в открытии почти всех гимназий московского округа. Своим влиянием Муравьёв сделал доступными для Карамзина многие из тех материалов, на которых построена «История Государства Российского».

## Литературные труды
Первое литературное произведение было написано Муравьёвым в подражание Вергилию ещё в 1771 году и называлось «Эклога». В 1773 году появились его «Басни в стихах» и «Переводные стихотворения»; затем «Военная песнь», «Похвальное слово Ломоносову». «Обитатель предместья и Эмилиевы письма» (1815), имеющие автобиографическое значение — воспоминания о его детстве; переводил с латинского и английского. Полное собрание его произведений в стихах и прозе издано в СПб. (1819—20, 1847, 1857). Как писатель Муравьёв считается проводником сентиментализма, подражателем Н. М. Карамзина, которому следовал и в изложении теоретических взглядов на историю («Учение истории» и «О истории и историках»). С другой стороны, по мнению Г. А. Гуковского, в плане сентиментализма Муравьев был предшественником Карамзина. Уже в 1770-е годы он писал стихи, где чувство — единственная основа бытия; заложил основы специфического языка, суть которого в эмоциональном намеке на внутреннее состояние человека-поэта.
Как в лекциях о «нравоучении», так и во многих стихотворениях, он полагает «верховное счастье» в добродетели, а главным достоинством добродетельного человека считал самообладание, одобрение совести ставил выше всего и благополучие видел в «чувствовании сердца» (см., напр., стих «Размышление» и «Послание к И. П. Тургеневу»).
В стихотворении «Оборот на себя» (1803) Муравьёв очень скромно оценил своё творчество и место в русской поэзии, но его влияние в истории русской поэзии заметно. Поэт К. Н. Батюшков был учеником Муравьёва (а также племянником и воспитанником). С рукописями Муравьёва был знаком В. А. Жуковский; его творчество знали и активно использовали члены «Арзамаса». Поэты охотно цитировали «pieces fugitives» — «лёгкие стихотворения» Муравьёва:
| Муравьёв. «Богине Невы» Я люблю твои купальни, Где на Хлоиных красах Одеянье скромной спальни И Амуры на часах.           | Батюшков. «Ложный страх» Ты пугалась; я смеялся. «Нам ли ведать, Хлоя, страх! Гименей за все ручался, И Амуры на часах». |
| Муравьёв. «Богине Невы» Въявь богиню благосклонну Зрит восторженный Пиит, Что проводит ночь бессонну, Опершися на гранит. | Пушкин. «Евгений Онегин» С душою, полной сожалений, И опершися на гранит, Стоял задумчиво Евгений, Как описал себя Пиит. |

В 1796 году были напечатаны «Опыты истории, письмен и нравоучения», о которых будущий митрополит Филарет писал в 1814 году А. Н. Оленину: «… не видал, чтобы кто так хорошо извлекал дух Российской Истории, как покойный друг Ваш».